# Етињи
Етињи (фр. Etigny) насеље је и општина у Француској у региону Бургоња, у департману Јон.
По подацима из 2011. године у општини је живело 764 становника, а густина насељености је износила 111,37 становника/km².

## Демографија
| 1962. | 1968. | 1975. | 1982. | 1990. | 2011. |
| ----- | ----- | ----- | ----- | ----- | ----- |
| 461   | 477   | 482   | 515   | 612   | 764   |